# Grand Ry (Familie)

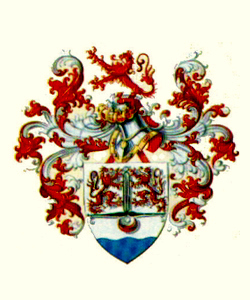
Wappen Grand Ry

Grand Ry (variable Schreibweisen: Grandry, Grandri, Grand’Ry, Grand-Ry) ist der Name einer katholischen Unternehmerfamilie aus der heutigen Wallonischen Region im heutigen Belgien. Ihre ältesten bekannten Vorfahren waren im 16. Jahrhundert im Raum Pepinster bei Verviers mehrheitlich als Schildknappen ansässig und ihre erfolgreichste Verbreitung fand ab dem 17. Jahrhundert im Raum Eupen statt. Dort stiegen mehrere Familienmitglieder zu erfolgreichen Tuchfabrikanten und Tuchhändlern auf und konnten ihren Reichtum erheblich mehren sowie ihren gesellschaftlichen und politischen Einfluss in der Stadt maßgeblich gestalten. Dafür wurden einige von ihnen mit kaiserlichen, preußischen und belgischen Adelsprivilegien ausgezeichnet.

## Geschichte

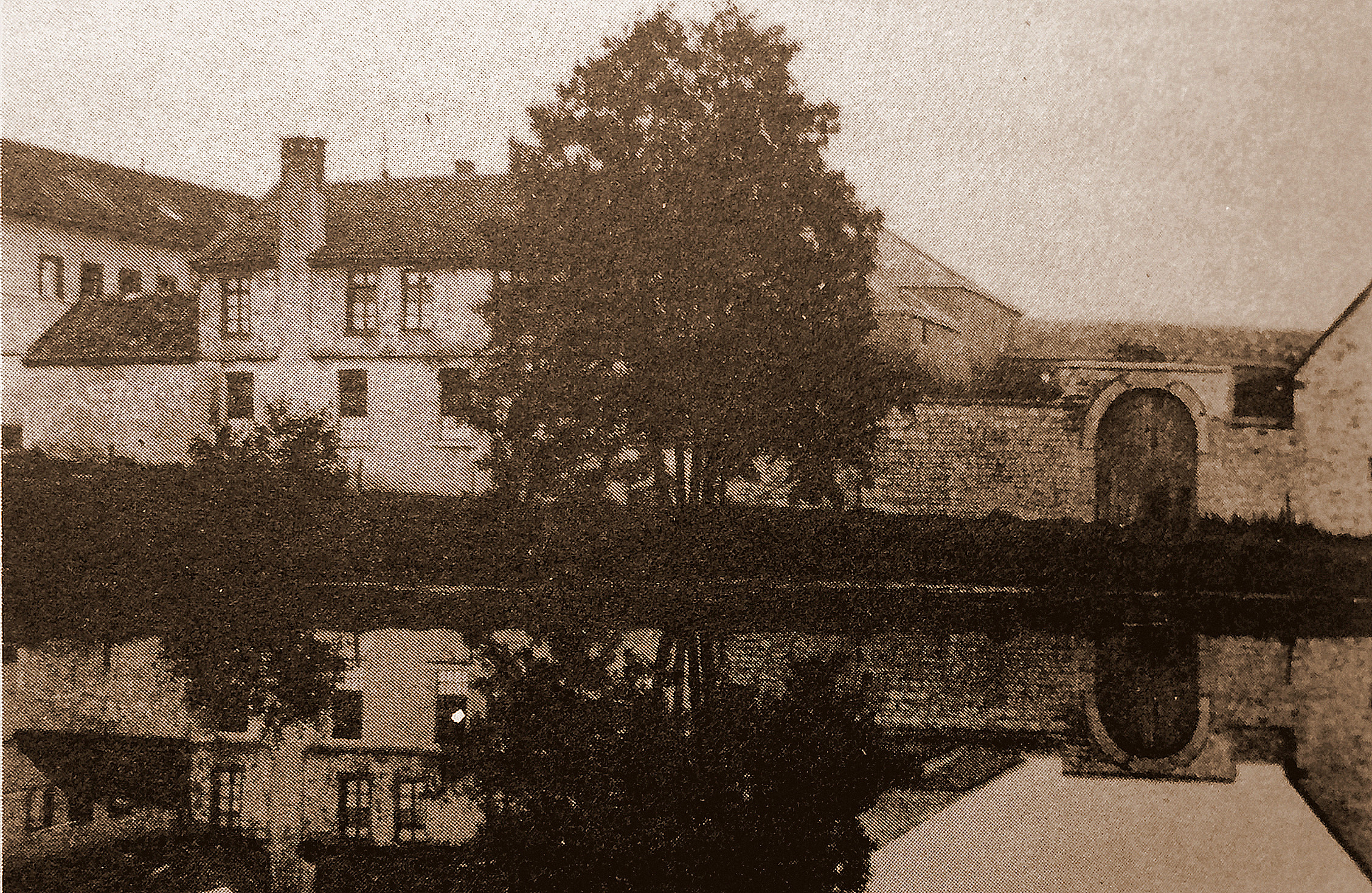
Gut Buschberg, Kettenis

Nachdem die Stadt Eupen 1674 die Stadtrechte sowie ab 1688 das Recht erhalten hatte, freie Märkte abzuhalten, konnte sich vor allem die Feintuchmanufaktur in der Stadt etablierten. Das war der Beginn einer langen Blütezeit Eupens, von der sich viele Fabrikanten und Kaufleute angezogen fühlten. Dies wird wohl auch der Grund gewesen sein, weswegen André de Grand Ry (1664–1727) als erster seiner Familie von Verviers nach Eupen wechselte, wo er in die Kaufmannsfamilie Klebanck einheiratete. Er erwarb das Gut Buschberg in Kettenis, wo er eine erste Tuchfabrik einrichtete, und das Haus „Im Känntchen“ auf der Klötzerbahn im Eupener Zentrum.

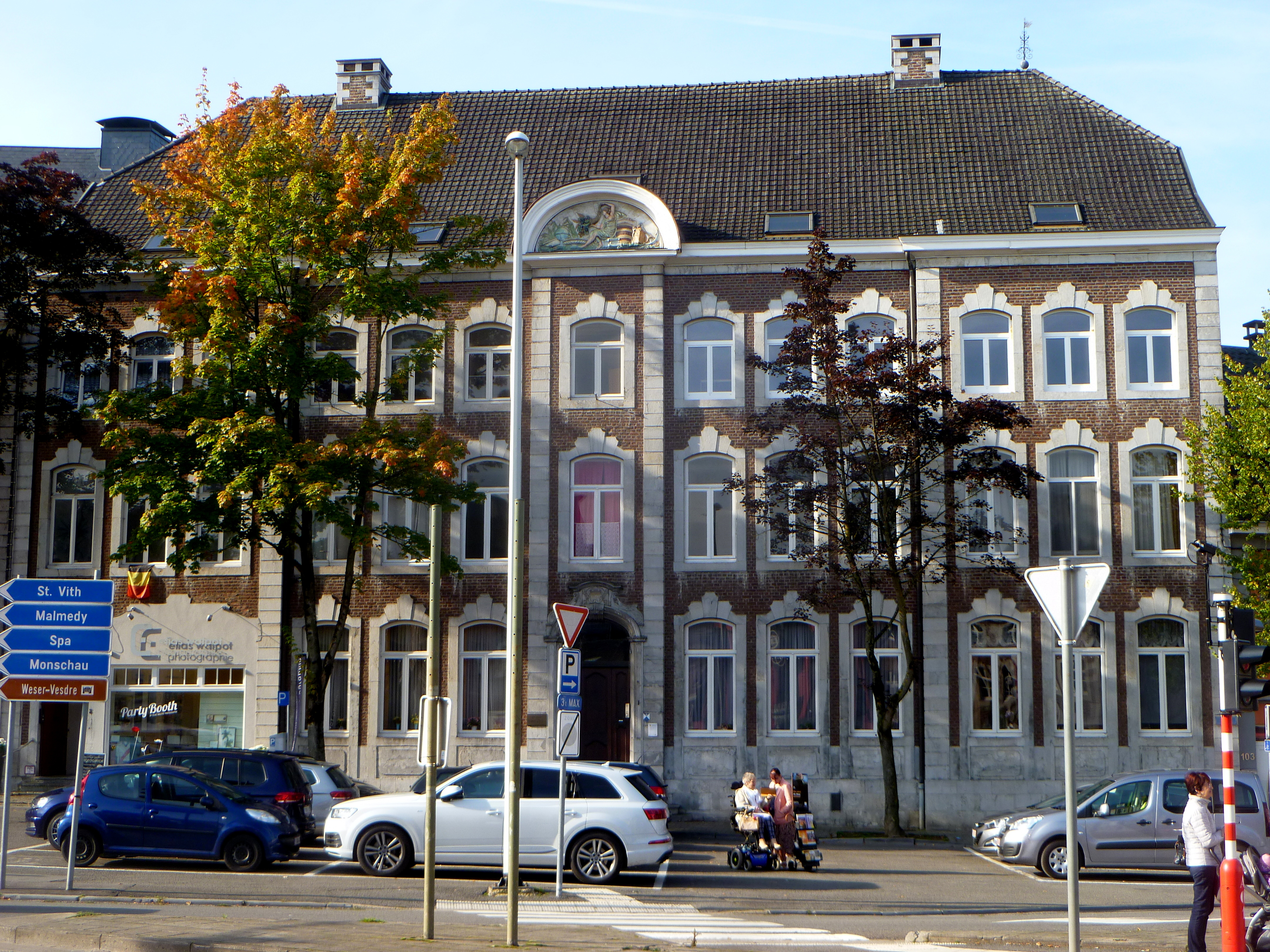
Haus Grand Ry (Haus Mennicken), Werthplatz

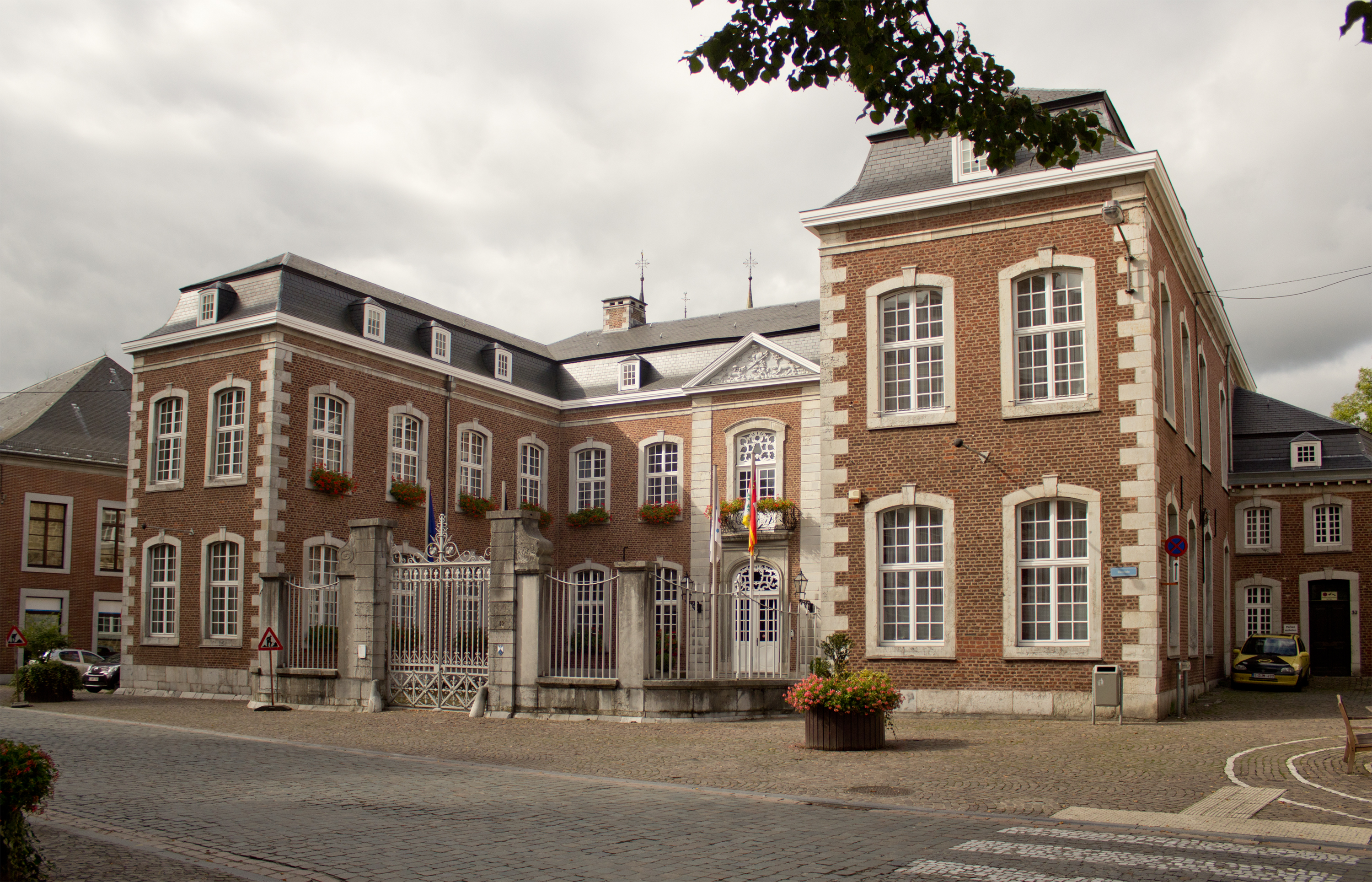
Haus Grand Ry, Klötzerbahn

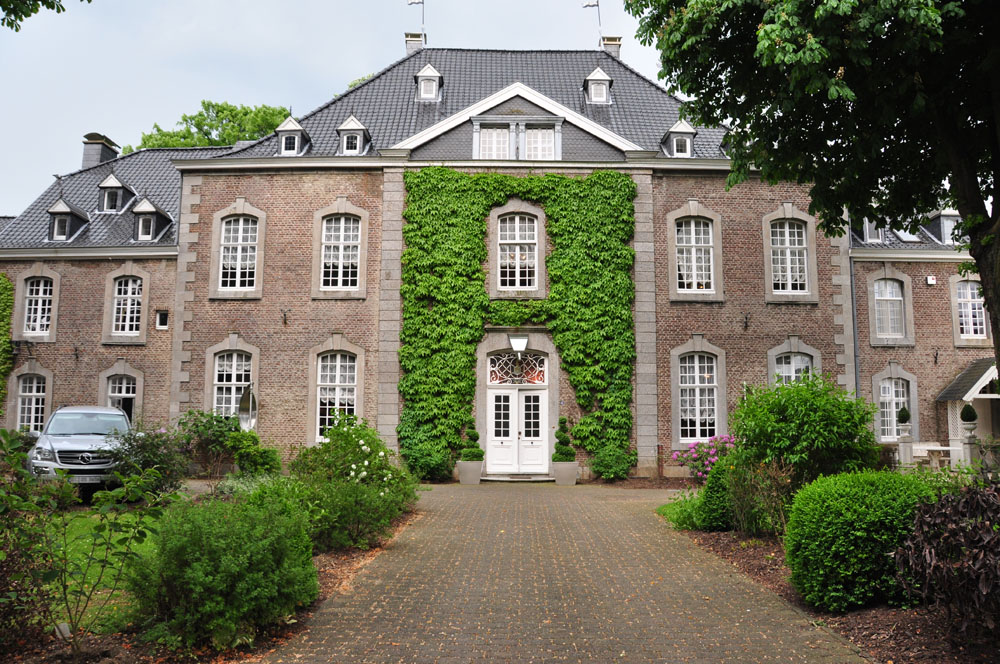
Schloss Thal

Bereits vier seiner Söhne verschafften sich als Tuchfabrikanten und Händler ein hohes Ansehen in der Bevölkerung, übernahmen zeitweise das Bürgermeisteramt und ließen prachtvolle repräsentative Villen und Schlösser von renommierten Architekten bauen oder restaurieren. Der älteste Sohn, Jean Gilles (1701–1767), übernahm 1744 das marode Anwesen „De Poorte“ am Werthplatz und ließ an dessen Stelle von Johann Joseph Couven das monumentale Haus Grand Ry (heute Haus Mennicken) mit dreizehn Achsen über drei Stockwerken errichten, das seine Nachkommen 1786 verkauften. Sein Bruder André (1707–1751) erwarb 1747 das Haus Marktplatz 8 von dem Erben Thomas Bong und ließ es als Wollfabrik und Handelshaus umbauen. Mit kurzer Unterbrechung, während der es sich im Besitz der verschwägerten Familie Ackens befand, blieb es bis zu Beginn des 20. Jahrhunderts in Familienbesitz der Grand Rys und war Sitz der Tuchfabrik „Ackens, Grand Ry und Cie.“ und seit 1950 des Grenz-Echos. Ein weiterer Bruder, Nicolas (1709–1763), erbte zunächst die Tuchfabrik auf dem Buschberg. Darüber hinaus übernahm er von seinem Vater das Haus „Im Känntchen“ auf der Klötzerbahn, ließ es niederlegen und an Stelle dessen im Jahr 1761, ebenfalls von Couven, die imposante dreiflügelige Stadtvilla Haus Grand Ry mit großem Ehrenhof erbauen. Nach fünf Generationen in Familienbesitz übernahm dies 1889 das kaiserliche Postamt und 1984 zog dort die Regierung der Deutschsprachigen Gemeinschaft Belgiens ein. Ein dritter Bruder, Renier François (1716–1777), war um das Jahr 1755 der Bauherr von Schloss Thal in Kettenis, das zunächst bis 1801 in Familienbesitz verblieb und 1899 durch Andreas Karl Hubert von Grand Ry, einen Nachkommen aus einer Vetternlinie, erneut übernommen werden konnte. Dieser hatte bereits das von seinem Großvater André Joseph François (1780–1849) erworbene Schloss Weims geerbt, das 1917 von seinem Sohn Joseph (1870–1929) ebenso verkauft wurde wie zwei Jahre später von seiner Witwe das Schloss Thal.
Weitere Stadtvillen oder Schlossanlagen waren im Laufe der Zeit von weiteren Angehörigen der Familie erbaut oder für längere Zeit erworben worden, darunter das Haus Klötzerbahn 27, dessen Bau 1757 Renier François Grand Ry zugeschrieben wird und seit 1940 Sitz des Friedensgerichts ist. Ferner im Jahr 1836 das Haus Gospertstraße 17 sowie das Haus Kaperberg 8, das Alfred von Grand Ry (1872–1943) im Jahr 1906 erworben hat und seit 1973 in Staatsbesitz ist. Als Erbanteile erhielten 1806 Marie Isabelle Simonis (1747–1784), Ehefrau des Bürgermeisters André Joseph Grand’Ry (1744–1801), das Rittergut Crapoel bei Walhorn, das bis 1854 in Familienbesitz der Grand Rys blieb. Ebenso bekam 1819 Marie Catherine Mostert (1753–1837), Ehefrau von Jacques Michel Grand’Ry (1743–1798), die Burg Stockem zugesprochen, die bis 1937 als Eigentum der Familie geführt wurde. Aber auch außerhalb Eupens besaßen die Grand Rys weitere Adelssitze wie beispielsweise von 1845 bis 1882 das Schloss Lontzen in Lontzen oder ab 1858 das Kasteel Erenstein in Kerkrade, das sie 1903 den Franziskanern aus Frankreich schenkten.
Der weitere wirtschaftliche Erfolg der Familie war maßgeblich abhängig von der wechselvollen Geschichte Eupens. Bis zur Übernahme durch die Franzosen im Jahr 1794 unterstand das Gebiet den Habsburgern, ab 1815 gehörte es zu Preußen und wurde 1920 durch den Versailler Vertrag Belgien angegliedert. Dies bewirkte unterschiedliche Auftraggeber bis in höchste Regierungskreise und unterschiedliche Absatzmärkte und damit die Basis für den Erfolg und den Aufstieg der Familie. Die erste und am längsten existierende Fabrik wurde von dem aus Verviers zugezogenen André Grand Ry (1664–1727) errichtet, die über mehrere Generationen als Tuchfabrik, Färberei, Gerberei, Wollspinnerei und Wäscherei bis in die 1970er-Jahre betrieben wurde. Als überregional bedeutende Firmen mit Beteiligung der Familie gelten die Baumwollfabriken „J. Grand Ry & O. Poswick“ in Verviers und auf der Ellermühle in Stolberg (Rhld.), sowie die Tuchfabriken „Ackens, Grand Ry und Cie.“ in der Eupener Innenstadt, die Firma „Andre Joseph Grand Ry“ im Langesthal und die Kammgarnspinnerei „Gülcher & Grand Ry“, beide in Eupen-Unterstadt.
Zudem führte eine geschickte Heiratspolitik mit anderen erfolgreichen Unternehmerfamilien der Region zum Aufbau eines erfolgreichen Netzwerkes mit einflussreichen Personen aus Wirtschaft und Politik. Neben ihrer Unternehmertätigkeit engagierten sich einzelne Familienmitglieder auf verschiedenen politischen Ebenen. Sowohl während der Habsburger Zeit, als auch unter der französischen und preußischen Regierung stellte die Familie mehrfach den Stadtbürgermeister oder war im Preußischen Abgeordnetenhaus vertreten.

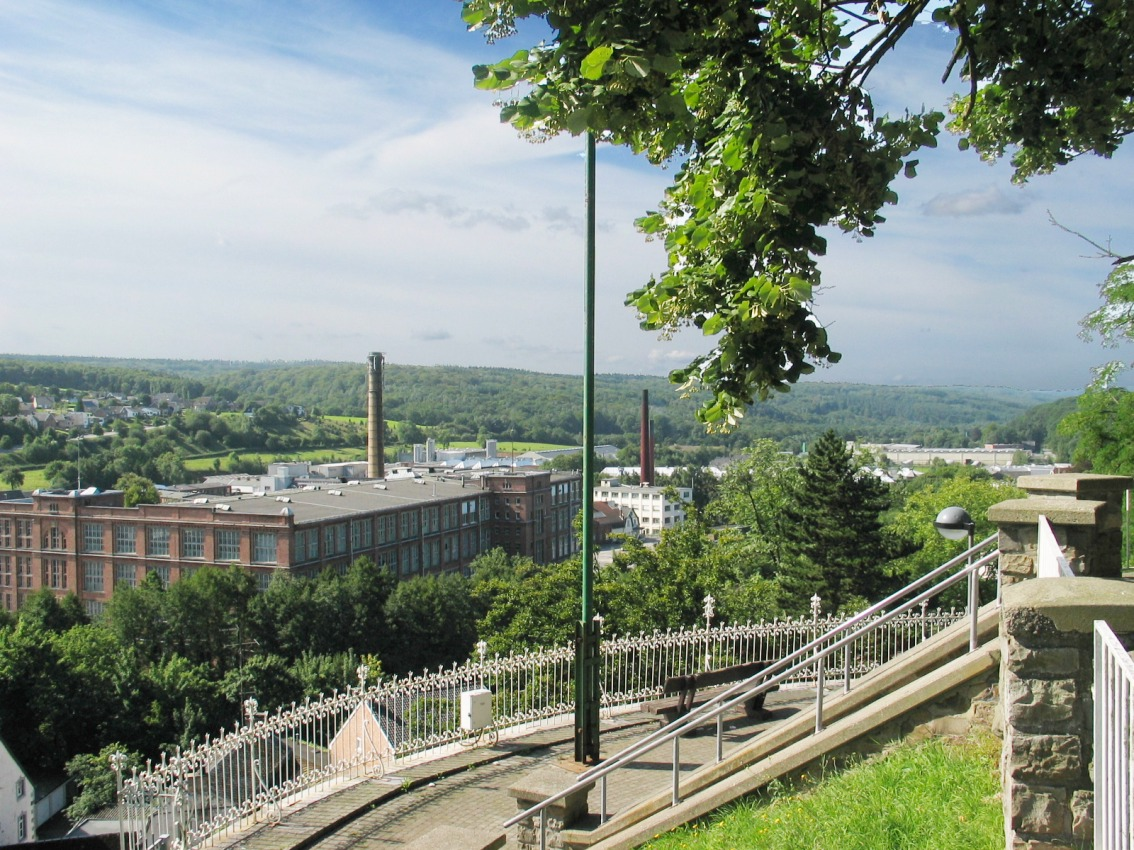
Kammgarnwerke Eupen

Der aus wirtschaftlichen und politischen Gründen beginnende Niedergang der Tuchindustrie gegen Anfang des 20. Jahrhunderts sowie der Anschluss Eupens an Belgien war letztendlich dafür ausschlaggebend, dass die Familie Grand Ry sich von den meisten ihrer Besitztümer getrennt hatte oder auch trennen musste und anschließend im Raum Eupen nur noch vereinzelt eine herausragende Rolle spielte. Mit dem Ableben von Alfred von Grand Ry (1872–1943), dem Direktor der Kammgarnwerke Eupens, und seiner vier Kinder fand die Bedeutung der Familie in der Stadt Eupen ihr Ende, ist aber in anderen Städten weiterhin präsent.
Ein Großteil der Familie fand ihre letzte Ruhestätte in drei großen Familiengrabstätten auf dem Eupener Stadtfriedhof, zwei Angehörige erhielten ein Ehrengrab in der Eupener Nikolauskirche. Zu Ehren der Familie wurden in Verviers und in Kettenis Straßen nach ihr benannt.

## Adelserhebungen
Für ihre Verdienste um den Aufbau der Stadt und der Wirtschaft sowie um ihren politischen Einsatz erhielten mehrere Familienmitglieder ein Adelsprivileg:
- 1773 wurde Henri Joseph de Grand Ry (1740–1806) durch Kaiserin Maria Theresia in den erblichen Adelsstand erhoben und im Jahr 1777 zum Ritter erklärt.
- 1827 erhielt Jacques Charles Maurice de Grand Ry (1777–1840) die Anerkennung des erblichen preußischen Adelsstandes durch Friedrich Wilhelm IV. von Preußen

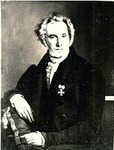
André Joseph François

- 1829 wurde André Joseph François (1780–1849) in den preußischen Adelsstand erhoben
- 1844 Bestätigung des erblichen Adels für Jules André Joseph Hubert de Grand’Ry (1805–1876), Sohn des vorigen
- 1933 wurde Alfred de Grand Ry (1872–1943) durch König Albert I. von Belgien mit dem untitulierten belgischen Adel bestätigt.
- 1936 erhielt Jules de Grand Ry (1880–1966) von König Leopold III. von Belgien die Adelserhebung in den belgischen Freiherrenstand, übertragbar auf den Erstgeborenen.

## Wappen
In einem silbernen Schild befindet sich mittig ein schwarzer bis über den halben Schild herabreichender Waagebalken, der unten mit einem goldenen Ring versehen ist. Der Waagebalken wird von zwei auf ihm stehenden roten Löwen im Gleichgewicht gehalten, indem sie den senkrechten schwarzen Waagegriff mit den Vorderpranken halten. Unter der Waage ein roter Halbmond über blau gewelltem Schildfuß. Auf dem Helm mit rot-silbernen Helmdecken ein wachsender roter Löwe.

## Genealogie (Auszug)
1. André Grandry (1664–1727), kam als Erster der Familie von Verviers nach Eupen, Tuchfabrikant auf dem Buschberg in Kettenis; erwarb um 1700 das Haus „Im Känntchen“ auf der Klötzerbahn ⚭ 1693 Maria Elisabeth Klebanck (1673–1755). das Paar bekam 13 Kinder, darunter:
  1. Jean Gilles (Ägidius) Grand Ry (1701–1767), Tuchfabrikant, Bürgermeister von Eupen in den Jahren 1730, 1740 und 1741, Offizier der Bürgerwehr, ließ das Bürgerhaus Grand Ry am Werthplatz, das spätere Haus Mennicken, erbauen ⚭ Maria Theresia Bevers (1706–1785)
    1. Henri Joseph de Grand Ry (1740–1806), Tuchfabrikant, 1772 Bürgermeister, 1773 geadelt und 1777 zum Ritter ernannt, verkaufte 1786 das Haus Grand Ry am Werthplatz an Wilhelm Scheibler aus Monschau, erhielt das Haus Marktplatz 8 von seinem Onkel und verkaufte dieses 1779 dem Bankier Heinrich Ackens ⚭ I.: Sara Philippine Schamp (1734–1792), II.: Marie Thérèse de la Hamaide (1772–1831)

  2. André Grand Ry (1707–1751), Tuchfabrikant, Bürgermeister in den Jahren 1744 und 1745, erwarb das Haus Marktplatz 8, ⚭ Maria Elisabeth Fey (1715–1759)
  3. Nicolas JosephNicolas Joseph Grand’Ry (1709–1763), Tuchfabrikant auf dem Buschberg in Kettenis, Bürgermeister in den Jahren 1752, 1753 und 1754, ließ das „Im Känntchen“ niederreißen und das neue Haus Grand Ry an gleicher Stelle als Firmensitz erbauen; er galt als einer der vermögendsten Bürger Eupens ⚭ Marie Elisabeth de Wampe (1717–1794).
    1. Jacques Michel Grand’Ry (1743–1798), Tuchfabrikant und Teilhaber der Tuchfärberei Buschberg ⚭ Marie Catherine Mostert (1753–1837), Erbin der Burg Stockem
      1. Marie Anne Joséphine Grand’Ry (1776–1853) ⚭ Jacques Joseph Grand’Ry (1778–1838), Herr auf Gut Crapoel (s. u.)
      2. Jacques Charles Maurice von Grand’Ry (1777–1840), Färbereibesitzer Buschberg, erwarb durch Heirat das Haus Marktplatz 8 wieder zurück und richtete dort die Tuchfabrik „Ackens, Grand Ry und Cie.“ ein, Stadtratsmitglied, erhielt 1827 den preußischen Adel ⚭ Barbara Cornélia Ackens (1784–1860).
        1. Alphons von Grand’Ry (1809–1894), Teilhaber Tuchfabrik „Ackens, Grand Ry und Cie.“ im Haus Marktplatz 8, Stadtratsmitglied ⚭ Hubertine Mathilde Hüffer (1827–1894)
        2. Armand von Grand’Ry (1813–1904), Teilhaber Tuchfabrik „Ackens, Grand Ry und Cie.“ im Haus Marktplatz 8, betrieb zudem in Kettenis-Buschberg eine Gerberei, Wollspinnerei und Wäscherei ⚭ Rosa Anne Augustine Franssen (1820–1898).
          1. Eugène von Grand’Ry (1845–1912) ⚭ Marie Xhoffray (1847–1895).
            1. Alfred Clémens Hubert von Grand’Ry (1872–1943), Teilhaber bei „Ackens, Grand Ry und Cie.“ im Haus Marktplatz 8 und Stadtratsmitglied. Er wurde 1928 Direktor in den von Robert Wetzlar gegründeten Kammgarnwerken in Eupen-Unterstadt, einem Zusammenschluss mehrerer regionaler Textilunternehmer, darunter der ehemaligen Tuchfabrik „Gülcher & Grand Ry“, der zu einem der modernsten Kammgarnspinnereien in Europa wurde.[7] Zugleich übernahm er 1906 das Haus Kaperberg 8, das seine Kinder bis 1946 bewohnten und schließlich verkauften. 1933 erhielt Grand’Ry den untitulierten belgischen Adel, ⚭ Marie Urbach (1876–1941)

      3. François Xavier Michel von Grand Ry (1785–1857), Tuchfabrikant in der Fabrik „Ackens, Grand Ry und Cie.“; Stifter des ersten Fensters an der rechten Seitenwand in St. Nikolaus[8] ⚭ Marie Jeanne Ackens (1792–1872)

    2. André Joseph André Joseph Grand’Ry (1744–1801), Tuchfabrikant „Tuch-, Casimir- und Circassiennefabrik“ Gospert, Bürgermeister von Eupen in den Jahren Jahr 1783, 1792, 1793, 1794; erbte das Haus Grand Ry nach dem Tod der Mutter; Grabplatte in St. Nikolaus ⚭ Marie Isabelle Simonis (1747–1784), Tochter von Jacques Joseph Simonis, Direktor der Tuchfabrik Simonis in Verviers, Marie erbte das spätere Rittergut Crapoel bei Walhorn,
      1. Marie Agnès Grand’Ry (1777–1837) ⚭ Iwan Simonis (1769–1829), Direktor der Billardtuchfabrik Simonis und Bürgermeister von Verviers
      2. Jacques Joseph Grand’Ry (1778–1838), erbte das Rittergut Crapoel und das Haus Grand Ry, erwarb zudem 1836 das Haus Gospertstraße 17 ⚭ Marie Anne Joséphine Grand’Ry (1776–1853), Tochter von Jacques Michel Grand’Ry auf Buschberg und Marie Catherine Mostert (s. o.) Das Ehepaar hatte vier Kinder, darunter:
        1. Charles Joseph Jacques de Grand’Ry (1805–1875), erbte sowohl das Haus Gospertstraße 17 als auch das Haus Grand Ry, das nach seinem und dem Tod seiner Geschwister seinem Schwiegersohn André Charles Hubert von Grand Ry (1837–1903) übertragen wurde, der es an die Reichspostverwaltung verkaufte (s. u.) ⚭ Anne Elisabeth The Losen (1809–1881)
          1. Marie Anne Julie de Grand Ry (1838–1924) ⚭ André Charles Hubert von Grand Ry (1837–1903), Rittergutsbesitzer und Politiker (s. u.)

      3. Andreas Joseph Franz von Grand Ry (1780–1849), Bürgermeister von Eupen von 1822 bis 1838, Hauptmann der Bürgerwehr, Präsident der Handelskammer, verlegte 1839 seinen Wohnsitz nach Verviers. Er erwarb Schloss Weims und 1845 Schloss Lontzen. Grand’Ry war Träger des Roten Adlerordens und wurde 1829 in den preußischen Adelsstand erhoben ⚭ Marie Thérèse Godin (1779–1839).
        1. Jules André Joseph HubertJules André Joseph Hubert von Grand’Ry (1805–1876), erbte Schloss Lontzen, erhielt 1844 die preußische Adelsbestätigung, Grabmal in St. Nikolaus ⚭ I.: Blanche Marie Joséphine Simonis (1810–1838), Tochter von Iwan Simonis, II.: Euphrosine Dumon (1823–1895). Aus der zweiten Ehe entstanden sieben Kinder, darunter:
          1. Berthe Euphrosine Marie von Grand’Ry (1844–1911) ⚭ Burggraaf Alfred Simonis (1842–1931), unter anderem Präsident des belgischen Senats.
          2. Gabrielle Emmanuelle Henriette von Grand’Ry (1847–1915) ⚭ Baron Alphonse de Moreau, unter anderem Außenminister, Landwirtschaftsminister und Wirtschaftsminister Belgiens.
          3. Albert Joseph MarieAlbert Joseph Marie von Grand’Ry (1848–1902), erbte Schloss Lontzen und verkaufte es 1882 ⚭ Elisabeth Gräfin De Pinto (1852–1936).
            1. Jules Joseph Henri de Grand’Ry (1880–1966), Bürgermeister von Eupen von 1920 bis 1925, Beamter im belgischen Kolonialministerium, Unterkommissar für den Kreis Eupen, belgischer Beigeordneter Bezirkskommissar für den Kanton Eupen, wurde mit dem belgischen Leopoldsorden und dem belgischen Kronenorden, jeweils im Rang eines Offiziers, ausgezeichnet sowie 1936 in den belgischen Freiherrenstand erhoben ⚭ Joséphine Leirens (1880–1978)

        2. Henri Guillaume Joseph von Grand Ry (1810–1878), Tuchfabrikant, erbte Schloss Weims ⚭ Felicie Le Picard (1809–1881)
          1. AndreasAndré Charles Hubert von Grand Ry (1837–1903), Rittergutsbesitzer und Reichstagsabgeordneter, erbte 1877 von seinem Schwiegervater Haus Grand Ry und verkaufte dieses vor 1893 an die Reichspostverwaltung, erbte ferner Schloss Weims und erwarb 1899 Schloss Thal für die Familie zurück ⚭ Marie Anne Julie de Grand Ry (1838–1924), Tochter von Charles Joseph Jacques de Grand’Ry (s. o.). Als Witwe verkaufte sie 1919 das geerbte Schloss Thal. Das Ehepaar hatte mehrere Kinder, darunter:
            1. André Joseph Jules von Grand Ry (1870–1929), erbte Schloss Weims und verkaufte es 1917. Er starb unverheiratet in München

        3. Alfred Maria Frédéric von Grand’Ry (1815–1885), Direktor der Erzbergwerksgesellschaft „Nouvelle Montagne“ in Verviers ⚭ Marie Joséphine Gräfin de Pinto (1820–1875)

  4. Renier François Grand Ry (1716–1777), Tuchfabrikant, Bürgermeister von Eupen in den Jahren 1757, 1758 und 1759, Offizier der Bürgerwehr, ihm wird der Bau des Hauses Klötzerbahn 27 im Jahr 1757 zugeschrieben, erbaute zusammen mit seinem Schwager Johann von Thys Schloss Thal, stiftete den linken Seitenaltar in St. Nikolaus ⚭ Marie Elisabeth Thys (1723–1801) Das Ehepaar starb kinderlos und Schloss Thal wurde verkauft.